# Mustaksensuo
Mustaksensuo este o arie protejată (arie specială de conservare — SAC, sit de importanță comunitară — SCI) din Finlanda întinsă pe o suprafață de 82 ha, integral pe uscat.

## Localizare
Centrul sitului Mustaksensuo este situat la coordonatele 60°49′38″N 27°47′05″E / 60.8272°N 27.7847°E.

## Înființare
Situl Mustaksensuo a fost declarat sit de importanță comunitară în august 1998 pentru a proteja un număr necunoscut de specii din flora spontană și fauna sălbatică aflate în arealul zonei. Situl a fost protejat și ca arie specială de conservare în aprilie 2015.

## Biodiversitate
Situată în ecoregiunea boreală, aria protejată conține 3 habitate naturale: Lacuri și iazuri distrofice naturale, Turbării active, Mlaștini împădurite.
La baza desemnării sitului se află un număr nedeclarat de specii protejate.
Pe lângă speciile protejate, pe teritoriul sitului au mai fost identificate 13 specii de păsări.